# François Varin de La Guerche
François Jean-Marie Varin de La Guerche, sieur du Frambois, est un homme politique français né le 27 mars 1761 à Rennes (Ille-et-Vilaine) et décédé le 10 décembre 1826 au même lieu.

## Biographie
François Jean-Marie Varin de La Guerche est le fils de Joseph Hyacinthe Varin, sieur du Colombier, conseiller du Roi, lieutenant civil et criminel de la sénéchaussée et siège présidial de Rennes, et de Louise Jeanne Malinge.
Maître de forges à La Guerche, receveur des domaines du roi et contrôleur des actes du bureau de Janzé, puis conservateur des hypothèques, il est élu député d'Ille-et-Vilaine au Conseil des Cinq-Cents le 25 germinal an VI. Maire de Janzé et administrateur du département en 1790, il est nommé au conseil général d'Ille-et-Vilaine le 19 germinal an IX.
Il devient maître de forges à Martigné-Ferchaud.
Il exerce également les fonctions de conseiller d'arrondissement de Vitré.

## Sources
- « François Varin de La Guerche », dans Adolphe Robert et Gaston Cougny, Dictionnaire des parlementaires français, Edgar Bourloton, 1889-1891 [détail de l’édition]